# Десантные корабли типа «Циньчэньшань»
Универсальные десантные корабли типа 071 (обозначение НАТО — Юйчжао)  — класс универсальных десантных кораблей-вертолётоносцев, находящихся на вооружении ВМФ Китая и Таиланда.
Корабль способен выполнять сразу четыре разные задачи: десантировать на сушу воинские части, принимать вертолёты, быть центром командования и плавучим госпиталем. На корабле могут одновременно располагаться 800 десантников, 4 вертолёта Z-8, 4 десантных корабля на воздушной подушке типа 726А в доке, около 20 единиц средней бронетехники. Корабль осуществляет загоризонтную высадку морских пехотинцев вертолётами и катерами на воздушной подушке. Другой способ высадки на побережье реализуется амфибиями ZBD-05 и ZTD-05 из освобождённой для них доковой камеры.
Королевские ВМС Таиланда заказали у Китая экспортную модификацию 071E.

## Представители
| Название                 | Борт. № | Верфь           | Спуск на воду       | Ввод во флот        | Флот           | Статус  |
| ------------------------ | ------- | --------------- | ------------------- | ------------------- | -------------- | ------- |
| «Куньлунь Шань» / 昆仑山 | 998     | Hudong-Zhonghua | 21 декабря 2006 г.  | 13 ноября 2007 г.   | Южный флот     | Активен |
| «Цзинган Шань» / 井冈山  | 999     | Hudong-Zhonghua | 16 ноября 2010 г.   | 30 октября 2011 г.  | Южный флот     | Активен |
| «Чангбай Шань» / 长白山  | 989     | Hudong-Zhonghua | 26 сентября 2011 г. | 23 сентября 2012 г. | Южный флот     | Активен |
| «Имэн Шань» / 沂蒙山     | 988     | Hudong-Zhonghua | 22 января 2015 г.   | 1 февраля 2016 г.   | Восточный флот | Активен |
| «Лунху Шань» / 龙虎山    | 980     | Hudong-Zhonghua | 15 июня 2017 г.     | 12 октября 2018 г.  | Восточный флот | Активен |
| «Учжи Шань» / 五指山     | 987     | Hudong-Zhonghua | 20 января 2018 г.   | 12 января 2019 г.   | Южный флот     | Активен |
| н/д                      | 986     | Hudong-Zhonghua | 28 декабря 2018 г.  |                     | Восточный флот | Активен |
| н/д                      | н/д     | Hudong-Zhonghua | 6 июня 2019 г.      |                     | Южный флот     | Активен |
| «Чанг»                   | 792     | Hudong-Zhonghua | 23 декабря 2021 г.  | 25 апреля 2023 г.   | ВМС Таиланда   | Активен |